# Magenspülung
Die Magenspülung (auch Magenausspülung oder Magenaus- oder -abheberung) ist ein medizinischer Eingriff zur Entleerung des Magens. Umgangssprachlich wird der Vorgang auch als „Magenauspumpen“ bezeichnet. 

## Indikation
Die früher häufig durchgeführte Magenspülung wird heute nur noch selten eingesetzt, weil es wenig Belege für ihre Wirksamkeit zur Giftelimination und für ihren prognostischen Nutzen gibt.
Die häufigste Anwendung dient der Entfernung oral aufgenommener, giftiger Stoffe wie Haushalts-Chemie oder Medikamente, die versehentlich oder in suizidaler Absicht eingenommen wurden. Das Herausspülen dieser Substanzen über ein Schlauchsystem soll verhindern, dass – wie beim induzierten Erbrechen – Nasen-Rachen-Raum und Speiseröhre wiederholt mit dem Schadstoff in Kontakt treten.
Daneben kann eine Spülung aus diagnostischen Gründen vorgenommen werden, beispielsweise bei Verdacht auf eine Magenblutung.

## Kontraindikationen
Eine Magenspülung ist kontraindiziert bei bewusstseinsgetrübten Patienten ohne gesicherte Atemwege und bei der Gefahr von Blutungen oder Verletzungen im Magen-Darm-Trakt. Relative Kontraindikationen sind die Ingestion von ätzenden Substanzen oder Kohlenwasserstoffen, aber auch Vergiftungen, die gut durch ein Antidot oder andere, weniger riskante Methoden zu behandeln sind.
Sie sollte i. d. R. nicht mehr durchgeführt werden, wenn die Gifteinnahme länger als eine Stunde zurückliegt.

## Risiken
Das wichtigste Komplikationsrisiko ist das einer Aspirationspneumonie, die vor allem bei fehlendem Schutz der Atemwege oder bei Ingestion von Kohlenwasserstoffen droht. Weitere Risiken sind Laryngospasmus mit Hypoxie, Bradykardie, Wasserintoxikation mit Hyponatriämie oder die Verletzung von Speiseröhre oder Magen.

## Ablauf
Ein Schlauch mit großem Durchmesser wird durch den Mund oder die Nase bis in den Magen vorgeschoben. Durch diesen wird der Mageninhalt ausgespült. Die Spülflüssigkeit, in der Regel lauwarme Kochsalzlösung, wird nicht nur durch den Schlauch in Einzelportionen von 150 bis 300 ml bis zu einer Gesamtmenge von mindestens 20 Litern in den Magen eingebracht, sondern auch auf diesem Wege wieder entfernt. Damit wird zum einen verhindert, dass die Flüssigkeit in die Atemwege gelangen kann und der zu Behandelnde aspiriert, zum anderen wird der Kontakt der Spülflüssigkeit mit der Speiseröhre vermieden, wie es beim Erbrechen der Fall wäre. Daneben lässt dieses Vorgehen eine Bilanzierung der ein- und ausgeführten Flüssigkeitsmenge zu.
Ist die Person, bei der eine solche Maßnahme durchgeführt wird, bei Bewusstsein, wird die Prozedur meist als sehr unangenehm empfunden. Nicht immer sind die Betroffenen voll ansprechbar, da die eingenommenen Stoffe oftmals schon in den Blutkreislauf übergetreten sind und auf den Körper wirken. Da nicht immer bekannt ist, welche Stoffe eingenommen wurden, ist man in der Verabreichung von Beruhigungsmitteln zurückhaltend. Der Schlauch ist in der Regel nicht besonders hart. Eine örtliche Betäubung des Rachens und die Verwendung von medizinischem Gleitmittel kann das Einführen des Schlauches beim wachen Patienten etwas erleichtern. Um dem Abbeißen des Schlauches vorzubeugen, wird ein Beißring in den Mund gelegt, durch den der Schlauch geführt wird. Während der Spülung hat der Betroffene ein starkes Schluckbedürfnis, gelegentlich kann es durch Auslösen des Würgereizes auch am Schlauch vorbei zu Erbrechen kommen. Ist der Magen so lange gespült worden, bis nur noch klare Flüssigkeit abgezogen werden kann, wird oft noch Aktivkohle und Glaubersalz eingebracht, um bereits in den Darm gewanderte Giftstoffe zu neutralisieren. Danach wird der Schlauch entfernt.
Die Einnahme jedweder Schadstoffe zieht in fast allen Fällen einen Krankenhausaufenthalt nach sich, da die Überwachung der Körperfunktionen sichergestellt werden muss. Sind die eingenommenen Substanzen bekannt, wird mit der Giftinformationszentrale Rücksprache genommen und nach Möglichkeit ein Gegengift verabreicht.

## Systeme
In Notaufnahmen von Krankenhäusern werden spezielle Spülsysteme bereitgehalten. An einem doppellumigen Schlauch sind zwei große Spritzen befestigt. Während über die eine die Spülflüssigkeit eingebracht wird, saugt die andere das Magengemisch wieder ab. Dadurch wird der Vorgang leichter gemacht. Es ist auch möglich hergebrachte Systeme zu verwenden. Hier wird Flüssigkeit über einen Schlauch eingebracht und anschließend abgesaugt. Die herausgespülte Flüssigkeit kann untersucht werden, wodurch der Fremdstoff ermittelt werden kann. 

## Tiermedizin
In der Tiermedizin spielt die Magenabheberung vor allem beim Pferd eine Rolle. Bedingt durch anatomische Besonderheiten (kleiner Magen mit starker Abknickung des Mageneingangs, langes Gaumensegel) können Pferde kaum erbrechen. Nehmen sie in kurzer Zeit stark quellendes Futter auf (z. B. Zuckerrübenschnitzel), so kommt es rasch zu einer Magenüberladung, die lebensbedrohlich werden kann. Die Ausspülung des Magens über eine Nasenschlundsonde ist eine Möglichkeit, diese akute Störung konservativ zu beseitigen.